# Дружинин, Иван Георгиевич
Иван Георгиевич Дружинин (26 сентября [9 октября] 1904, Копунь, Читинская область — 1988) — советский учёный-химик, академик АН Киргизской ССР (1954).

## Биография
В 1931 году окончил Дальневосточный университет во Владивостоке.
С 1932 по 1951 год работал в Институте общей и неорганической химии АН СССР. В 1952 году возглавил Институт химии АН Киргизской ССР, руководил институтом до 1957 года. В 1954 году избран в действительные члены АН Киргизской ССР (первый состав).
Преподавал в Киргизском государственном университете во Фрунзе (с 1953 года профессор) и Московском областном педагогическом институте имени Крупской. Среди учеников — почётный академик АН Киргизстана, доктор химических наук, профессор, заслуженный деятель науки КР Молдокерим Кыдынович Кыдынов

## Научные интересы
Основные работы посвящены физико-химическому исследованию гетерогенных равновесий солевых систем и созданию способов синтеза новых двойных и комплексных солевых соединений. Ряд полученных результатов внедрён в практику. Изучал соляные месторождения, минерализованные и речные воды некоторых районов СССР, разработал промышленные способы получения чистых солей.

## Память

Могила Дружинина И. Г.

Похоронен на Кунцевском кладбище (10 участок)